# Мінатер (Небраска)
Мінатер (англ. Minatare) — місто (англ. city) в США, в окрузі Скоттс-Блафф штату Небраска. Населення — 715 осіб (2020).

## Географія
Мінатер розташований за координатами 41°48′40″ пн. ш. 103°30′7″ зх. д. / 41.81111° пн. ш. 103.50194° зх. д. (41.811101, -103.501884).  За даними Бюро перепису населення США в 2010 році місто мало площу 0,98 км², уся площа — суходіл.

## Демографія
Згідно з переписом 2010 року, у місті мешкало 816 осіб у 309 домогосподарствах у складі 206 родин. Густота населення становила 829 осіб/км².  Було 355 помешкань (361/км²).
Расовий склад населення:
| - 78,6 % — білих - 0,9 % — корінних американців - 0,9 % — азіатів - 0,1 % — чорних або афроамериканців - 17,3 % — осіб інших рас |

До двох чи більше рас належало 2,3 %. Частка іспаномовних становила 24,8 % від усіх жителів.
За віковим діапазоном населення розподілялося таким чином: 28,7 % — особи молодші 18 років, 57,0 % — особи у віці 18—64 років, 14,3 % — особи у віці 65 років та старші. Медіана віку мешканця становила 36,0 року. На 100 осіб жіночої статі у місті припадало 103,5 чоловіків;  на 100 жінок у віці від 18 років та старших — 100,0 чоловіків також старших 18 років.
Середній дохід на одне домашнє господарство  становив 40 402 долари США (медіана — 26 827), а середній дохід на одну сім'ю — 48 433 долари (медіана — 41 429). Медіана доходів становила 36 607 доларів для чоловіків та 28 456 доларів для жінок. За межею бідності перебувало 10,2 % осіб, у тому числі 10,0 % дітей у віці до 18 років та 10,4 % осіб у віці 65 років та старших.
Цивільне працевлаштоване населення становило 358 осіб. Основні галузі зайнятості: роздрібна торгівля — 22,3 %, будівництво — 12,0 %, транспорт — 8,9 %, освіта, охорона здоров'я та соціальна допомога — 8,4 %.